# مسألة نابليون

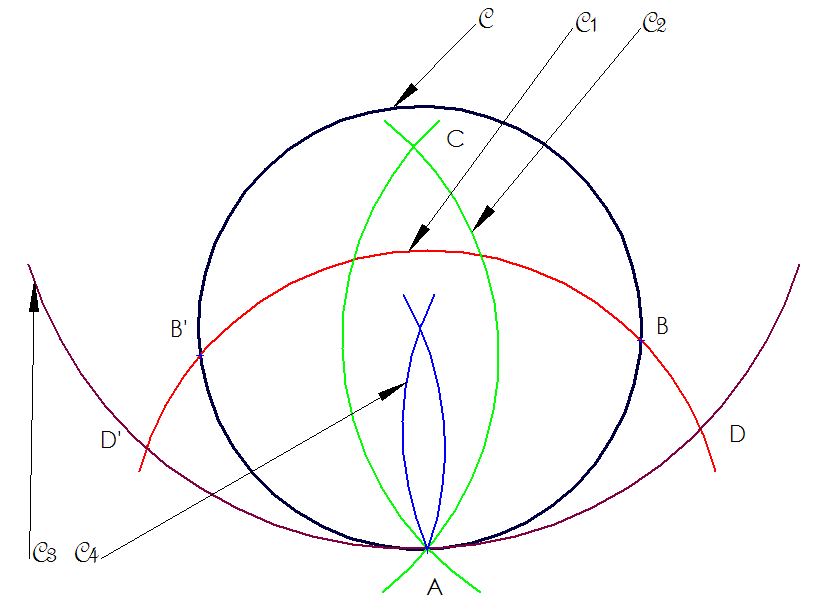
مسألة نابليون

في الهندسة الرياضية، مسألة نابليون هي مسألة مشهورة في إنشاءات الفرجار والمسطرة، حيث تنص، بافتراض دائرة ومركزها، المطلوب هو تقسيم الدائرة إلى أربع أقواس متساوية باستخدام الفرجار فقط.
من المعروف أن نابليون بونابرت كان من هواة الرياضيات، ولكن ليس من المؤكد من أنه صاغ أو حل هذه المسألة.